# Хронологија инвазије Русије на Украјину (август 2023)
Овај чланак обухвата дешавања која су се догодила у августу 2023. године, за време инвазије Русије на Украјину.

## Хронологија

### 1. август
Руско Министарство одбране саопштило је да је "кијевски режим" синоћ напао Москву са три беспилотне летелице, при чему су две оборене, а једна потиснута електронским дејствовањем, након чега је пала на територију комплекса Москва Сити.
Раније је градоначелник Москве Сергеј Собјанин рекао да се дрон срушио на једну од кула Москва Ситија. Он је појаснио да је услед тога оштећена фасада површине од 150 квадратних метара.

### 2. август
Руске снаге напале су рано јутрос луку и складишта жита у приморској области Одесе, од којих су се нека запалила, објавио je регионални начелник Олех Kипер.
Русија је појачала нападе на украјинску пољопривредну и лучку инфраструктуру откако је средином јула одбила да продужи споразум о извозу украјинског жита преко Црног мора.

### 3. август
Британско министарство одбране оценило је да су биљке које су израсле на бојном пољу вероватно један од фактора који доприноси спором напретку украјинске контраофанзиве.
"Претежно обрадиво земљиште у зони борбених дејстава остављено је на угару већ 18 месеци, а поновни раст корова и шибља убрзан је у топлим, влажним летњим условима", наводи се у саопштењу. То је, како се наводи, вероватно један од фактора који доприноси генерално спором напретку борби у јужној Украјини.
Истовремено, тај додатни биљни покривач помаже у камуфлирању руских одбрамбених позиција и отежава чишћење минских поља, пише у саопштењу британског Министарства одбране.

### 4. август
Служба безбедности Украјине (СБУ) је заједно са украјинском морнарицом извела операцију у заливу Новоросијск, у којој је оштећен велики десантни брод "Оленегорски рудар", рекли су извори у украјинској специјалној служби за украјинске медије.
"Као резултат напада, на 'Оленегорском' је створена озбиљна рупа и тренутно није у стању да обавља своје борбене мисије.

### 5. август
Руски танкер "Сиг" оштећен је на јужном прилазу Керчком мореузу недалеко од Кримског моста, вероватно у нападу поморског дрона, саопштила је прес-служба руске федералне агенције за поморски и речни саобраћај.
У саопштењу се наводи да је танкер оштећен у петак, да није потонуо, као и да нико од 11 чланова посаде није повређен.

### 6. август
Званичник Министарства Доњецке Народне Републике, коју је признала Русија, извештава да је након инцидента украјинског гранатирања забележен пожар који је захватио кров дрвених структура на територији Економско-трговинског универзитета.Kострубицки, портпарол за одбрану ове републике, наглашава да су украјинске снаге употребиле касетну муницију у свом нападу
Прелиминарни подаци показују да је ватра захватила површину од око 3.000 квадратних метара, оштећујући кров и плафон на тој површини.
Претходне ноћи, руске оружане снаге је извела групни напад дугодометним прецизним наоружањем из ваздуха и с мора на ваздухопловне базе украјинске војске близу насеља Староконстантинов у Хмељницком и Дубно у области Ровно.
Експлозије на два моста ка Криму изазване су ракетама дугог домета "Сторм Шедоу" из Велике Британије, које је Украјина добила. Владимир Салдо, вршилац дужности начелника Херсонске области, којег је именовала Русија, потврдио је да су ова оштећења приписана наведеном наоружању. Овај инцидент је резултировао прекидом снабдевања гасом за 20.000 становника града Гењическа у Херсонској области.

### 7. август
Украјински министар спољних послова, Дмитро Кулеба, током разговора с америчким колегом, Ентонијем Блинкеном, захтева испоруку ракета дугог домета АТАЦМС Украјини.
Председник Русије Владимир Путин на састанку с генералним директором компаније "Ростех", Сергејем Чемезовим, наредио је повећање производње дронова "Куб" и "Лансет".

### 8. август
САД су официјално одобриле испоруку прве серије тенкова "Абрамс" Украјини, а према изјави представника војске САД, Дага Буша, ови тенкови треба да пристигну у Украјину до ране јесени.
Британска влада је додала 25 додатних особа и компанија на листу санкција с циљем ограничавања приступа председнику Русије Владимиру Путину страној војној опреми.

### 9. август
Министарство одбране Русије обавестило је да је рано јутрос уништило два украјинска дрона која су покушавала да нападну Москву.
Пољска ће послати 10.000 војника на границу са Белорусијом, од којих ће 4.000 директно бити подршка Граничној стражи, а 6.000 ће бити у резервама рекао је заменик министра унутрашњих послова Мачеј Васик.
Украјинска војска покушала је да погоди складиште истрошеног нуклеарног горива у нуклеарки Запорожје.Раније је саопштено да је у Енергодару пресретнут јуришни дрон, који се кретао у правцу нуклеарке.

### 10. август
Преко ноћи је беспилотним летелицама нападнут рејон Ривне, а сладиште нафте у рејону Дубена је уништено
Руско министарство обране саопштило је да су њене снаге обориле 11 украјинских беспилотних летелица у близини Севастопоља, града на Криму.
Руски министар пољопривреде, Дмитриј Патрушев, објавио је да ће Русија поклонити до 50.000 тона жита шест афричких земаља.

### 11. август
Председник Украјине Володимир Зеленски изјавио је да су шефови свих украјинских регионалних војних центара за регрутацију смењени са својих позиција из разлога забринутости у вези с корупцијом.
Руско министарство одбране саопштило је да су његове снаге погодиле локацију у украјинском региону Запорожје где су били смештени "страни плаћеници", након што је Кијев изјавио да је руски пројектил погодио хотел. У инциденту је једна особа на жалост изгубила живот, а 16 је повређено.
САД су наложиле нове санкcије на четворицу руских грађана повезаних са финансијским и инвестиционим конгломератом по имену Алфа група. Алфа група представља један од најзначајних финансијских и инвестиционих конгломерата у Русији.

### 12. август
Руске снаге ноћас су спречиле покушај кијевског режима да изведе терористички напад на полуострво Крим са 20 беспилотних летелица. Спречени терористички напад није изазвао жртве ни материјалну штету, према саопштењу руског министарства одбране.
Премa том саопштењу, 14 украјинских дронова је уништила руска противваздушна одбрана, док су још шест дронова неутралисана ометањем системима за електронско ратовање.
Борбени авион Су-30 с два седишта срушио се данас приликом извођења тренажног лета у Калињинградској области, саопшила је прес-служба Западног војног округа (ЗВО).
"При извођењу тренажног лета у Калињинградској области, 12. августа, авион Су-30 се срушио на пустом подручју. Лет је изведен без муниције. На жалост, посада је погинула", наведено је у саопштењу.

### 13. август
Руске артиљерске јединице уништеле су понтонски прелаз који је покушала да изгради украјинска војска у области Урожајноје у Доњецкој области, преко реке Мокри Јали. "Понтони су уништени артиљеријском ватром, као и осматрачнице украјинских војски у тој области", саопштило је Министарство одбране Русије.
У Украјини је на снази ваздушна опасност у осам региона, пре свега у источним и централним деловима земље. Због опасности од руских ваздушних удара, грађани су упозорени да остану у склоништима.

### 14. август
Сједињене Америчке Државе су саопштиле да ће послати Украјини нову војну помоћ у вредности од 200 милиона долара.
"Помоћ укључује муницију за ПВО, артиљеријске метке, противоклопне системе,као и опрему за чишћење минског наружја", изјавио је амерички државни секретар Ентони Блинкен.
Руско министарство спољних послова саопштило је да ће протеривање њихових дипломата из Молдавије имати последице на
билатералне односе и утицаће на становнике обе земље.

### 15. август
Прелиминарни резултати борбених дејстава показују да су војни ресурси Украјине скоро исцрпљени, оценио је данас руски министар одбране Сергеј Шојгу.
Руско министарство одбране саопштило је да су његове снаге током ноћи погодиле важне војне индустријске објекте у Украјини високопрецизними пројектилима.

### 16. август
У резултату руских ваздушних напада дроновима на југу Украјине током ноћи, силоси за жито и складишта у граду Измаил, који је од изузетног значаја за извоз жита, су оштећени, изјавио је начелник Одеске области, Олег Кипер.
У првом теретном броду, који плови под заставом Хонг Конга, напустио је јутрос украјинску црноморску луку Одеса користећи "нови привремени коридор" за трговачке бродове до и из украјинских лука које је блокирала Русија, саопштио је потпредседник Владе Украјине, Олександр Кубраков. Овај брод се нашао у луци од 23. фебруара 2022. године, један дан пре руске инвазије.
Влада Литваније је објавила да је одлучила да затвори два од шест граничних прелаза са Белорусијом због "геополитичких околности". Ова одлука је дошла само неколико недеља након што су припадници приватне војне групе Вагнер стигли у Белорусију.

### 17. август
Министарство одбране Русије саопштило је да су руске снаге имале успеха у офанзиви у региону Доњецка.
Премa тврдњама министарства, Украјина је изгубила четири оклопна возила "страјкер". Ово представља први пут да Русија тврди да је погодила возила која су испоручена од стране САД.
Лидер Белорусије, Александар Лукашенко, тврди да су постојали директни контакти измeђу Украјине и Белорусије, али да их је укинуо украјински председник Володимир Зеленски.

### 18. август
Декларацију Г7 о подршци Украјини, премијери балтичких земаља навели су у саопштењу, како је објавила литванска национална телевизија ЛРТ. Декларација Г7 представља обавезујућу изјаву земаља које припадају Групи седам индустријски најразвијенијих земаља у свету и обично се користи за изражавање заједничке ставке о различитим геополитичким питањима. У овом случају, премијери Литваније, Летоније и Естоније се придружују Декларацији Г7 у изразу подршке Украјини.
Руска власт је забранила улазак молдавским званичницима након "непријатељске" одлуке Кишињева да протера двадесет двоје руских дипломата, саопштило је руско Министарство спољних послова, што далеко услојевњава већ напете односе између две земље.
Први теретни брод који је прошао кроз украјински хуманитарни црноморски коридор упловио је у Босфорски морски пролаз у Турској.
У питању је теретни контејнерски брод "Јозеф Шулц", који плови под заставом Хонг Конга, а који је раније ове недеље напустio украјинску црноморску луку Одесу.

### 19. август
Руска војска данас је напала објекте Украјинских Оружаних снага у различитим областима, укључујући Кијевску, Житомирску, Хмељничку, Черниговску и Запорошку област.
У подневним часовима, Руска војска је извела ракетни напад на зграду Драмског позоришта "Тараса Шевченка" у Чернигову, где се одржавала презентација украјинских произвођача дронова, организована уз подршку регионалне администрације.
Украјинске снаге су одговориле покушајем напада на руски војни аеродром Солци у Новгородској области помоћу дрона, и успеле су оштетитi једну летелицу.
Такође, Оружане снаге Украјине су извеле нови покушај напада на Москву и Крим, али су системи за електронско ратовање и противваздушна одбрана пресрели све њихове циљеве. На Криму, Војно ваздухопловство Украјине је користило модификовану противваздушну ракету из система С-200 за напад.

### 20. август
Данска је данас саопштила да ће поред Холандије и Украјини, испоручити 19 авиона Ф-16. Ова вест представља значајан корак у сарадњи и подршци Украјини.
Украјински председник Володимир Зеленски је изјавио да ће Кијев реаговати на руски напад на Чернигов, у коме је седам особа изгубило живот, а 144 њих је рањено.

### 21. август
Командант копнених снага иранске војске, бригадни генерал Кијумарс Хејдари, изразио је готовност за проширење војне сарадње са Русијом.
На састанку са главнокомандујућим руских копнених снага, Олегом Леонидовичем Саљуковим, у Москви, договорено је јачање војне сарадње и реализација пројеката који ће унапредити борбену готовност обе земље
Након неуспелог напада дроном на Москву, власти су на четири главна московска аеродрома - Внуково, Домодедово, Шереметјево и Жуковски, ограничиле доласке и поласке. Ове мере су предузете како би се засилиле безбедносне прегледе и мере за заштиту у ваздушном саобраћају.

### 22. август
Хрватски премијер Андреј Пленковић се срео у Атини са украјинским председником Володимиром Зеленским и потврдио снажну подршку украјинском народу. Током састанка, најавио је нови пакет помоћи Украјини у вредности од 30 милиона евра. Ова вест одражава дубоку ангажованост Хрватске у пружању подршке Украјини.
Оружане снаге Данске су саопштиле да је осам украјинских пилота стигло у ту земљу ради обучавања на данским борбеним авионима Ф-16, који су обећани Кијеву. Ова вест усмерава пажњу на важан корак у подршци Украјини од стране Данске и њиховом ангажовању у подизању борбене способности украјинских пилота.

### 23. август
Шеф приватне војне компаније "Вагнер",Јевгениј Пригожин, налазио се на списку путника авиона који се срушио северно од Москве, што је саопштило и руско Министарство за ванредне ситуације. Смрт Пригожина потврдио је и "Вагнер" на свом Телеграм каналу. Специјална комисија Федералне агенције за ваздушни саобраћај ће истражити пад авиона.
У нападу руске беспилотне летелице на дунавску луку Измаил на југу Украјине уништено je 13.000 тона житарица, изјавио је заменик украјинског премијера Олександр Кубраков. Овим нападом је капацитет луке смањен за 15 одсто. Ова истиче озбиљне последице руских напада на инфраструктуру и ресурсе Украјине.

### 24. август
Сједињене Америчке Државе су у октобру огласиле почетак обуке украјинских пилота на борбеним авионима Ф-16, пренело је Пентагон.
Портпарол Пентагона, генерал Пат Рајдер, објавио је да ће обука почети након што украјински пилоти заврше обуку енглеског језика у септембру. Ова обука ће се одржати у Аризони.
Министарство одбране Литваније је објавило нови пакет војне помоћи Кијеву у вредности од 41 милион евра (око 44 милиона долара), у част Дана независности Украјине.
Овај пакет помоћи укључује муницију за ручне бацаче граната Карл Густаф, пушке, поморске радаре за надзор, муницију калибра 5,56 милиметара, генераторе, системе за одбрану од беспилотних летелица и другу војну опрему. Ово истиче ангажованост Литваније у пружању подршке Украјини у оквиру текућег конфликта.

### 25. август
Саули Нинисте, као председник Финске, одобрио слање осамнаестог пакета војне помоћи Украјини у вредности од 94 милиона евра на предлог финске Владе.
Холандска министарка одбране Кајса Олонгрен изразила да ће проћи најмање шест до осам месеци да се заврши обука за летење на авионима F-16 за прву групу украјинских пилота која тренира у Данској. То би значило да ће они бити спремни најраније у фебруару.
Руска ПВО је данас саопштила да је уништила 42 украјинска дрона изнад Крима и једну ракету изнад Калушке области у Русији. Министарство је прецизирало да је ПВО уништила девет дронова, док су остала 33 потиснута електронским ратовањем и да су се срушила изнад Крима пре него што су стигла до циља.

### 26. август
Три украјинска пилота су настрадала након судара два тренажна авиона Л-39 у ваздуху у централној Украјини, саопштиле су ваздухопловне снаге те земље. Несрећа се догодила у петак изнад Житомирске области, западно од главног града Украјине, Кијева.

### 27. август
Тело власника приватне војске "Вагнер", Јевгенија Пригожина, идентификовано је међу жртвама пада авиона у руској Тверској области, извештавају руски медији.
Истражни комитет Руске Федерације саопштио је да је успостављен идентитет свих десет особа које су настрадале у несрећи 23. августа и да се идентификација поклапа са списком путника.
Да би заштитила мађарске пољопривреднике, влада ће забранити увоз украјинског жита у Мађарску од 16. септембра. Министар пољопривреде Иштван Нађ је данас изјавио да ће ова одлука, ако буде потребно, бити једнострана суверена одлука

### 28. август
Председник Украјине Володимир Зеленски изјавио је да планира "максимално" повећање обима домаће производње оружја, укључујући гранате, дронове, ракете и оклопна возила. Он такође нагласио да држава има средства за остварење овог плана.
Министарство одбране Русије саопштило је да су два руска борбена авиона подигнута како би спречила извиђање две америчке беспилотне летелице на подручју Кримског полуострва
Пољска и Балтичке државе разматрају потпуно затварање својих граница са Белорусијом у случају "критичног инцидента" са "Вагнеровим" плаћеницима, изјавио је пољски министар унутрашњих послова Маријуш Камински. Чланице ЕУ - Летонија, Литванија и Пољска, које деле границу са Белорусијом, изразиле су забринутост за безбедност граница, након доласка стотина плаћеника из паравојне групе "Вагнер" у Белорусију на позив председника Александра Лукашенка.

### 29. август
Одбрамбене и безбедносне снаге Украјине, према изјави Јурија Шчихола, губе у просеку између 40 и 45 извиђачких дронова на дневном нивоу. Шчихол је шеф украјинске Државне службе за специјалне комуникације.
Сахрана шефа руских плаћеника Јевгенија Пригожина, који је погинуо у авионској несрећи прошле недеље, одржана је "иза затворених врата", на приватном гробљу на периферији његовог родног града Санкт Петербурга, саопштила је његова прес-служба.
Јужна Кореја је обезбедила 394 милиона долара помоћи за Украјину у 2024. години, што је осам пута више него ове године. Ова помоћ укључује близу 100 милиона долара за реконструкцију, око 200 милиона у хуманитарној помоћи, и око 100 милиона које ће бити прослеђено преко међународних организација, према буџету Јужне Кореје за 2024. годину.

### 30.август
Румунија и Холандија су потписале писмо о намерама за успостављање базе за обуку украјинских пилота за управљање авионима Ф-16 и одржавање ових летелица у једном од центара за обуку у Румунији. Холандска министарка одбране Кајса Олонгрен је изјавила да ће ова иницијатива допринети јачању противваздушне одбране Украјине и ову вест је саопштила на неформалном састанку министара одбране ЕУ у Толеду.
Председница Владе Србије, Ана Брнабић, изјавила је да је Србија данас упутила 14 камиона хуманитарне помоћи Украјини. Такође, Србија је спремна да прихвати још избеглих особа из Украјине и да настави да помаже украјинском народу.Што се тиче хуманитарне помоћи, ова помоћ се састоји од основних потребних предмета које народ Украјине може користити, посебно онима који су изгубили своје домове после пуцања бране. Ова хуманитарна помоћ укључује ћебад, јастуке, сунђере за спавање на поду, филтере за прочишћавање воде и воду за пиће.

### 31. август
Одложено је више од 40 летова са московских аеродрома Внуково и Домодедово, без навођења разлога за кашњење, преноси Комерсант. Више пута претходних недеља, аеродроми у руској престоници су обустављали летове због, како су руске власти навеле, напада дроновима из Украјине на град.
Руске снаге одбиле су нападе јуришних украјинских група, укључујући припаднике Азовске бригаде, у правцу Краснолиманска. У току ове акције, руске снаге уништиле су више борбених оклопних возила и обориле две беспилотне летелице. Такође, потиснуто је око 30 артиљеријских украјинских позиција, према информацијама руских војних извора.